# Anomis marginata
Anomis marginata là một loài bướm đêm trong họ Erebidae.